# 亚甲基甲胺
亚甲基甲胺或N‐甲基亚甲亚胺是一种活泼的分子，化学式为CH3N=CH2。它不稳定，在数分钟内即形成三聚体。在地球大气环境中，它可经动物或通过燃烧二甲胺或三甲胺转化而来。在实验室，它也可通过N-氯代丁二酰亚胺对二甲胺氯化，再由叔丁醇钾在90 °C处理得到。三甲胺的高温分解也会生成亚甲基甲胺。